# 法国总理

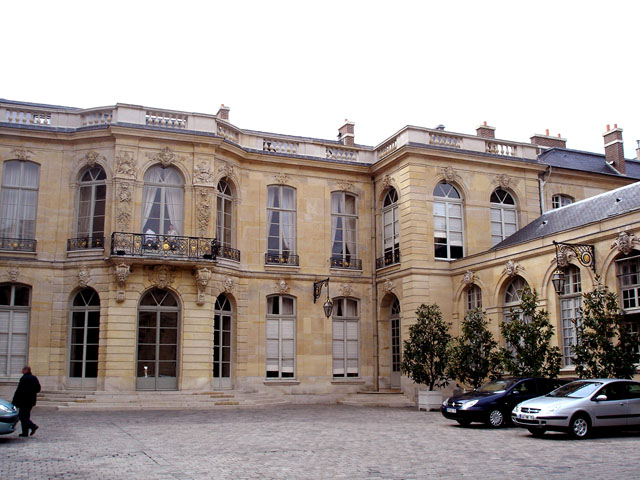
马提尼翁府

法国总理（法語：Premier ministre français），法兰西第五共和国的政府首脑。在法兰西第三、第四共和国时期，政府首脑称作“部长会议主席”（Président du Conseil des Ministres，简称会议主席，Président du Conseil）。总理向法国总统提交内阁名单，总理的法令及决定，与几乎所有的行政决策都受到法國最高行政法院监督。有些法令是總理聽從了行政法院提出的建议後做出的。总理有权主持最高行政法院的工作。由於法國實行半總統制，如果總理和總統同屬一個政黨，此時总统其實既是国家元首又是事实上的政府首脑，而总理實質上则是其副手。總理由總統任命，無須經國民議會的同意，但國民議會擁有倒閣的權力。

## 职能
法國现架构内总理一职，可追溯至第三共和国时期，當時實行議會制。根据法国1875年的共和國宪法（Lois constitutionnelles de 1875），总理的权力与英国首相相当。实际上，总理是一个弱势职位。例如，法国国会有权通过一次不信任投票，迫使總理領導的内阁總辭。因此，内阁几乎每年改组两次，第四共和国時期，法国更试过几次处于无政府状态，多次出現看守政府。1958年第五共和国成立後，在戴高樂領導下，通過新《法国宪法》，實行半總統制，在加强了總統的權力同時，同時亦加強总理的權力，國會對總理內閣不信任投票被限制，同時若總理和總統同屬一個政黨，總理的權力只限於內政，並由總統主導政府。

## 任命
总理由共和国总统任命。雖然總統任命總理無需国会的同意，但因为国会能通过不信任投票迫使内阁辞职，所以总理直至2022年，一直由国会多数派政党的議員支持出任，而且因为从政经验、驻外经验与商业经验等原因，总理不会从现公务员中选择。总统、总理党籍不同的情况，称作共治政府（Cohabitation）。左右共治並非憲法當中的規定，而是在第五共和的實踐當中所發展出來的憲政慣例。但2022年國會選舉後，總統所屬的政黨失去多數，總統任命的總理並不獲國會多數支持，且沒有政黨聯盟在國會過半，這導致上任總理只有三個月的米歇爾·巴尼耶被國會罷免。